# Маріано V
Маріано V (італ. Mariano V 1378/1379 — 4 березня 1407) — юдик (володар) Арборейської юдикату у 1387—1407 роках.

## Життєпис
Походив з династії Доріа-Бас. Молодший син Бранкалеоне Доріа, генуезького патриція, та Елеонори (доньки Маріано IV, юдика Арбореї). Народився 1378 або 1379 року в Кастельдженовезе.
1387 року після смерті старшого брата Федеріко I стає новим юдиком Арбореї, втім фактичну владу здійснювала його мати. 1388 року було підписано договір з Арагоном, за яким новий король Хуан I визнав титул та володіння Маріано V.
16 серпня 1391 року супроводжував свого батька до Сассарі та Осіло. 1392 року оголошений повнолітнім, після чого Елеонора зреклася влади. 1392 року (разом з матір'ю) і 1395 року здійснив видання правового кодексу «Carta de Logu». Разом з тим мати Маріано V залишалася впливовою радницею. У військових справах юдик покладався на свого батька.
Спільно з батьками продовжив політику на політичне, економічне та військове зміцнення держави. Втім у 1403 році почалася епідемія чуми, що знищила усі попередні досягнення. В результаті господарство було зруйновано, а військо ослаблено. 1404 року помирає мати юдика, а 1407 року він сам. Йому спадкував родич Вільгельм де Нарбон.